# Clanculus peccatus
Clanculus peccatus là một loài medium-sized ốc biển, là động vật thân mềm chân bụng sống ở biển trong họ Trochidae, họ ốc đụn.